# Sedonoude Abouta
Janvier Sedonoude Abouta (1º gennaio 1981) è un ex calciatore maliano, di ruolo attaccante.

## Carriera

### Club
Ha giocato nella prima divisione maliana, in quella algerina ed in quella saudita

### Nazionale
Ha giocato 2 partite senza segnare ai Giochi Olimpici di Atene 2004; ha inoltre giocato 9 partite e segnato 1 gol con la nazionale del suo Paese, con la quale ha anche partecipato alla Coppa d'Africa del 2004.

## Palmarès

### Club

#### Competizioni nazionali
- Campionato maliano: 4

Djoliba: 2004, 2008, 2009, 2012
- Coppa del Mali: 5

Djoliba: 2003, 2004, 2007, 2008, 2009
- Supercoppa del Mali: 3

Djoliba: 2008, 2012, 2013